# Coria del Río
Coria del Río er en by og kommune i det sydlige Spanien i provinsen Sevilla. Den har et indbyggertal på 31.095 (2024) indbyggere.